# ダイアル・ハード
『ダイアル・ハード』(Dial Hard)は、スイスのハードロック・バンド、ゴットハードが1994年に発表した2作目のスタジオ・アルバム。

## 背景
「マウンテン・ママ」のタイトルはバンドの祖国スイスを意味しており、レオ・レオーニはMetalKings.comによるインタビューにおいて「ラヴ・ストーリーじゃなくて、スイス人と祖国の皮肉な関係のようなもので、君と祖国の関係もそうだったりするかもしれない」と説明している。
「アイム・ユア・トラヴェリン・マン」はコブラがアルバム『First Strike』（1983年）で発表した曲のカヴァーで、同バンドのメンバーだったマンディ・メイヤーは、後にゴットハードへ加入する。また、「カム・トゥゲザー」はビートルズが1969年に発表した曲のカヴァー。
日本盤にはライヴ音源2曲がボーナス・トラックとして追加収録された。「グッド・タイム・ラヴァー」はスタジオ・レコーディングされていないオリジナル曲で、スイスではシングル「マウンテン・ママ」のカップリング曲として発表された。
日本ではファンのリクエストにより「ハイアー」がシングルに選ばれ、「ダウンタウン」のライヴ・ヴァージョンをカップリング曲として収録したシングルCDが1994年1月21日にBMGビクターからリリースされた。

## 反響
1993年にリリースされた先行シングル「マウンテン・ママ」は、スイスのシングル・チャートで初登場24位となり、最高11位を記録した。続いて本作がリリースされると、スイスでは1994年1月30日付のアルバム・チャートに2位で初登場し、その後5週にわたって1位を獲得して、1994年の年間アルバム・チャートでは14位となった。また、本作はドイツや日本でもアルバム・チャート入りを果たしている。
2010年にスティーヴ・リーが事故死した後、スイスでは10月24日付のアルバム・チャートで77位に再登場した。

## 収録曲
特記なき楽曲はスティーヴ・リー、レオ・レオーニ、クリス・フォン・ローアの共作。
1. ハイアー - "Higher" – 4:33
2. マウンテン・ママ - "Mountain Mama" – 3:52
3. ヒア・カムズ・ザ・ヒート - "Here Comes the Heat" – 3:01
4. シー・ゴーズ・ダウン - "She Goes Down" – 4:54
5. アイム・ユア・トラヴェリン・マン - "I'm Your Travelin' Man" (Jimi Jamison, Mandy Meyer, Tommy Andris) – 5:25
6. ラヴ・フォー・マネー - "Love for Money" – 3:40
7. ゲット・イット・ホワイル・ユー・キャン - "Get It While You Can" – 5:43
8. カム・トゥゲザー - "Come Together" (John Lennon, Paul McCartney) – 4:47
9. ダーティー・デヴィル・ロック - "Dirty Devil Rock" – 4:15
10. オープン・ファイアー - "Open Fire" – 4:56
11. アイム・オン・マイ・ウェイ - "I'm On My Way" – 6:02

### 日本盤ボーナス・トラック
1. グッド・タイム・ラヴァー（ライヴ） - "Good Time Lover" – 5:16
2. ロック・アンド・ロール（ライヴ） - "Rock and Roll (Live Version)" (Jimmy Page, Robert Plant, John Paul Jones, John Bonham) – 4:45

## 参加ミュージシャン
- スティーヴ・リー - ボーカル
- レオ・レオーニ - ギター、バッキング・ボーカル
- マーク・リン - ベース
- ヘナ・ハーベッガー - ドラムス

ゲスト・ミュージシャン
- パット・リーガン - キーボード
- スティーヴ・ビショップ - リードギター(on #5, #11)
- スティーヴ・ベイリー - ベース(on #9, #11)